# Teruyuki Moniwa
Teruyuki Moniwa (Kanagawa, 8. rujna 1981.) bivši je japanski nogometaš i reprezentativac.

## Klupska karijera
Igrao je za klubove kao što su: Shonan Bellmare, FC Tokyo, Cerezo Osaka, Bangkok Glass i Maruyasu Okazaki.

## Reprezentativna karijera
Za japansku reprezentaciju igrao je od 2003. do 2006. godine. Za japansku reprezentaciju odigrao je 9 utakmica postigavši 1 pogodak.
S japanskom reprezentacijom Teruyuki Moniwa igrao je na jednom svjetskom prvenstvu (2006.).

## Statistika
| Japan  | Japan | Japan |
| Godina | Nas.  | Gol.  |
| ------ | ----- | ----- |
| 2003.  | 2     | 0     |
| 2004.  | 1     | 0     |
| 2005.  | 4     | 1     |
| 2006.  | 2     | 0     |
| Ukupno | 9     | 1     |

## Vanjske poveznice
- National Football Teams
- Japan National Football Team Database